# 크렘 앙글레즈
크렘 앙글레즈(프랑스어: crème anglaise)는 프랑스 요리에 쓰이는 커스터드이다. 크렘 파티시에르보다 묽으며, 일 플로탕트 등의 후식을 만들 때 쓰인다. 설탕, 노른자, 뜨거운 우유로 구성되어 있으며 바닐라가 곁들여지기도 한다. 크렘 앙글레즈는 음식을 걸쭉하게 만들기 위해 달걀을 쓰던 고대 로마인들로부터 만들어진 것으로 알려져 있다. 고대 로마인들은 커스터드나 크림을 만들 때도 달걀을 사용했다. 단어 "크렘 앙글레즈"는 커스터드가 영국 디저트로 유행하던 시기에 처음 사용되었다.

## 만들기
크렘 앙글레즈를 만들 때는 먼저 노른자가 거의 흰색을 띨 때까지 노른자를 설탕과 섞어 주어야 한다. 그 후에는 노른자와 설탕의 혼합물을 저으면서 따뜻한 우유를 천천히 붓는데, 이 과정은 "템퍼링"이라고 불린다. 향미를 위해 바닐라빈을 넣기도 한다. 이런 과정을 거친 뒤에는 혼합물을 낮은 온도에서 조리한 뒤 (온도가 너무 높으면 노른자가 구워져서 스크램블이 될 수 있다.) 크림이 숟가락 뒷면을 빈틈없이 덮을 때까지 숟가락으로 크림을 끊임없이 젓는다. 저은 뒤에는 식히는데, 온도가 너무 높으면 크림이 지나치게 걸쭉해질 수 있다. 크림이 너무 걸쭉해지지 않는 온도는 70도에서 85도 사이이다.

## 같이 보기
- 크렘 파티시에르